# 北野武史
北野 武史（きたの たけし、1972年7月1日 - ）は、石川県金沢市出身の競輪選手。日本競輪学校第78期生。競輪学校第82期生の競輪選手、表大暁（旧姓：北野）は実弟。ホームバンクは、石川県立自転車競技場（通称：内灘自転車競技場）。

## 来歴
金沢高等学校を経て日本大学に進学。同大学在籍時代の1994年、全日本大学対抗選手権自転車競技大会の1㎞タイムトライアルで優勝。その後、競輪学校に入校。在校競走成績は第6位（40勝）。
1996年8月16日、富山競輪場でデビューし初勝利を挙げた。
1997年、全日本新人王戦（小倉競輪場）の決勝戦に進出（7着）。
2002年、全日本選手権・団体追抜において、弟の大暁及び坂上兄弟（忠克、樹大）とともに挑み優勝。